# Барон Ньюборо
Барон Ньюборо — наследственный титул в системе Пэрства Ирландии. Впервые титул барона Ньюборо из Ньюборо был создан в 1716 году для Джорджа Чамли (1666—1733), позднее 2-го графа Чамли (1725—1733). Для дальнейшей истории этой креации смотрите статью — Маркиз Чамли.
Вторично титул барона Ньюборо из Бодвина был создан 23 июля 1776 года для сэра Томаса Уинна, 3-го баронета (1736—1807). Он представлял в Палате общин Великобритании Карнарвоншир (1761—1774), Сент-Айвс (1775—1780) и Бомарис (1796—1800, 1801—1807), а также являлся лордом-лейтенантом Карнарвоншира (1761—1781). Его старший сын, Томас Джон Уинн, 2-й барон Ньюборо (1802—1832), представлял Карнарвоншир в Палате общин (1826—1830). Он умер холостым, ему наследовал его младший брат, Спенсер Балкли Уинн, 3-й барон Ньюборо (1803—1888). Он был верховным шерифом Англси в 1847 году. Его преемником стал его внук, Уильям Чарльз Уинн, 4-й барон Ньюборо (1873—1916), сын достопочтенного Томаса Джона Уинна. Его сменил его младший брат, Томас Джон Уинн, 5-й барон Ньюборо (1878—1957). Ему наследовал в 1957 году его кузен, Роберт Вон Уинн, 6-й барон Ньюборо (1877—1965). Он был сыном достопочтенного Чарльза Генри Уинна, третьего сына 3-го барона. По состоянию на 2014 год носителем титула являлся внук 6-го барона, Роберт Вон Уинн, 8-й барон (род. 1949), который наследовал своему отцу в 1998 году.
Титул баронета Уинна из Бодвина в графстве Карнарвоншир в Баронетстве Великобритании был создан 25 октября 1742 года для сэра Томаса Винна (1677—1749), деда 1-го барона Ньюборо. Он представлял Карнарвон в Палате общин и служил придворным. Его сын, Джон Уинн, 2-й баронет (1701—1773), заседал в Палате общин от Карнарвона (1761—1768), Денби Боро (1741—1747) и Карнарвоншира (1740—1741, 1754—1761). Его сменил его сын, Томас Уинн, 3-й баронет (1736—1807), который был возведен в звание пэра в 1776 году.
Семейная резиденция баронов Ньюборо — Пеплоу-холл в окрестностях деревни Ходнет в графстве Шропшир. Семья также владеет имением Rhug под Корвеном в Денбишире, также ей когда-то принадлежало имение Глинллифон в окрестностях Гуинета в Уэльсе.

## Баронеты Уинн из Бодвина (1742)
- 1742—1749: Сэр Томас Уинн, 1-й баронет (март 1677 — 13 апреля 1749), старший сын Гриффита Уинна
- 1749—1773: Сэр Джон Уинн, 2-й баронет[англ.] (сентябрь 1701 — 4 февраля 1773), старший сын предыдущего
- 1773—1807: Сэр Томас Уинн, 3-й баронет[англ.] (апрель 1736 — 12 октября 1807), сын предыдущего, барон Ньюборо с 1776 года.

## Бароны Ньюборо (1776)
- 1776—1807: Томас Уинн, 1-й барон Ньюборо[англ.] (апрель 1736 — 12 октября 1807), сын сэра Джона Уинна, 2-го баронета[1]
- 1807—1832: Томас Джон Уинн, 2-й барон Ньюборо[англ.] (3 апреля 1802 — 15 ноября 1832), старший сын предыдущего[2]
- 1832—1888: Спенсер Балкли Уинн, 3-й барон Ньюборо (23 мая 1803 — 1 ноября 1888), младший брат предыдущего[3]
- 1888—1916: Уильям Чарльз Уинн, 4-й Барон Ньюборо (4 ноября 1873 — 20 июля 1916), старший сын достопочтенного Томаса Джона Уинна (1840—1878), старшего сына 3-го барона Ньюборо[4]
- 1916—1957: Томас Джон Уинн, 5-й барон Ньюборо (22 ноября 1878 — 27 апреля 1957), младший брат предыдущего[5]
- 1957—1965: Роберт Вон Уинн, 6-й барон Ньюборо (1 июля 1877 — 27 октября 1965), старший сын достопочтенного Чарльза Генри Уинна (1847—1911), внук 3-го барона Ньюборо[6]
- 1965—1998: Роберт Чарльз Майкл Вон Уинн, 7-й барон Ньюборо[англ.] (24 апреля 1917 — 11 октября 1998), старший сын предыдущего[7]
- 1998 — настоящее время: Роберт Вон Уинн, 8-й барон Ньюборо (род. 11 августа 1949), единственный сын предыдущего[8]
  - Наследник титула: достопочтенный Чарльз Генри Ромер Уинн (1923—2009), дядя предыдущего
    - Второй наследник: Энтони Чарльз Вон Уинн (род. 2 мая 1949), старший сын предыдущего
      - Третий наследник: Эндрю Гай Уинн (род. 26 ноября 1950), младший брат предыдущего
        - Четвертый наследник: Александр Чарльз Гай Уинн (род. 9 июня 1980), единственный сын предыдущего.